# Christine Malèvre
Christine Malèvre (ur. 10 stycznia 1970) – francuska seryjna morderczyni skazana za zabójstwo sześciu osób. Policja podejrzewa, że ofiar mogło być nawet 30.
Malèvre była pielęgniarką, którą w 1998 roku aresztowano pod zarzutem zamordowania pacjentów szpitala w Mantes-la-Jolie, w którym pracowała. W czasie przesłuchania przyznała się do zabicia kilku osób, ale twierdziła, że zrobiła to na ich własne życzenie, gdyż byli śmiertelnie chorzy i z tego powodu cierpieli (prawo we Francji nie zezwala na dokonywanie eutanazji). Rodziny ofiar wskazanych przez Malèvre pacjentów, zaprzeczyły informacjom, aby ich bliscy chcieli umrzeć. Gdy Malèvre postawiono zarzuty, ta natychmiast odwołała wszystkie zeznania.
Christine Malèvre została skazana w 2003 roku na 12 lat więzienia za zabójstwo sześciu pacjentów.

## Ofiary Christine Malèvre
| Lp. | Ofiara             | Wiek | Data              |
| --- | ------------------ | ---- | ----------------- |
| 1.  | Raymond Baudet     | 64   | 21 lutego 1997    |
| 2.  | Hubert Bruyelle    | 75   | 6 listopada 1997  |
| 3.  | Dominique Kostmann | 47   | 17 listopada 1997 |
| 4.  | Patrick Hauguel    | 52   | 12 marca 1998     |
| 5.  | Patrice Collin     | 27   | 27 kwietnia 1998  |
| 6.  | Jacques Gutton     | 71   | 3 maja 1998       |